# Лалле
Лалле (фр. Lalley) — коммуна во Франции, находится в регионе Рона — Альпы. Департамент коммуны — Изер. Входит в состав кантона Матезин-Триев. Округ коммуны — Гренобль.
Код INSEE коммуны — 38204. Население коммуны на 2005 год составляло 195 человек. Населённый пункт находится на высоте от 673 до 2045 метров над уровнем моря. Муниципалитет расположен на расстоянии около 530 км юго-восточнее Парижа, 130 км юго-восточнее Лиона, 50 км южнее Гренобля. Мэр коммуны — Michel Lambert, мандат действует на протяжении 2008—? гг.
Динамика населения (INSEE):